# Малларанни
Малларанни (англ. Mulranny, также Mallaranny / Mulrany; ирл. An Mhala Raithní / Maoil Raithne / Malla Raithne, «папоротниковый холм») — деревня в Ирландии, находится в графстве Мейо (провинция Коннахт) между заливами Клю и Блэксод.